# Plagiostenopterina egregia
Plagiostenopterina egregia är en tvåvingeart som beskrevs av Meijere 1924. Plagiostenopterina egregia ingår i släktet Plagiostenopterina och familjen bredmunsflugor. Inga underarter finns listade i Catalogue of Life.